# パット・ヒーリー (俳優)
パット・ヒーリー（Pat Healy,  1971年9月14日 - ）は、アメリカ合衆国の俳優である。

## 来歴
1971年、イリノイ州シカゴに生まれる。1997年に人気シリーズ『ホーム・アローン3』で映画デビューを果たして以来、様々なテレビドラマや映画へ出演している。2013年に製作されたブラック・コメディ『Cheap Thrills』では主役として出演した。2004年にアメリカで実際に起ったストリップサーチいたずら電話詐欺を元にした『コンプライアンス 服従の心理』においても重要な役どころを演じた。かつてはThe Pretty Okay Ho-Hum Spectacular on Ice!というコメディグループに所属していたこともある。俳優以外ではテレビドラマシリーズ『In Treatment』の3エピソードで脚本家としても参加しており、多様な才能を発揮する役者の一人でもある。

## 出演作品

### 映画
- ホーム・アローン3 Home Alone 3 (1997)
- Stricken (1998)
- トレジャー・アイランド Treasure Island (1999)
- The Opera Lover (1999)
- マグノリア Magnolia (1999)
- ヒュー・ヘフナー 「プレイボーイ」の帝王 Hefner: Unauthorized (1999) ※テレビ映画
- More Dogs Than Bones (2000)
- The Prime Gig (2000)
- パール・ハーバー Pearl Harbor (2001)
- ゴーストワールド Ghost World (2001)
- I Love Your Work (2003)
- アンダートウ/ 決死の逃亡 Undertow (2004)
- In Memory of My Father (2005)
- ダーティ・コップ Dirty (2005)
- 戦場からの脱出 Rescue Dawn (2006)
- ミスター・フィックス・イット Mr. Fix It (2006)
- スノー・エンジェル Snow Angels (2007)
- Great World of Sound (2007)
- ジェシー・ジェームズの暗殺 The Assassination of Jesse James by the Coward Robert Ford (2007)
- スプーナー Spooner (2009)
- Harmony and Me (2009)
- カリフォルニア・ガール 禁じられた十代 Dirty Girl (2010)
- インキーパーズ The Innkeepers (2011)
- コンプライアンス 服従の心理 Compliance (2012)
- Cheap Thrills (2013)
- Starry Eyes (2014)
- キャプテン・アメリカ/ウィンター・ソルジャー Captain America: The Winter Soldier (2014)
- ドラフト・デイ Draft Day (2014)
- ハンティング・パーク Carnage Park (2016) 製作総指揮も
- ペンタゴン・ペーパーズ/最高機密文書 The Post (2017)
- スモール・クライム Small Crimes (2017)
- シングルマザー ブリジットを探して American Woman (2018)
- デスマッチ 檻の中の拳闘 Donnybrook (2018)
- バッド・エデュケーション Bad Education (2019)
- RUN/ラン Run (2020)
- キラーズ・オブ・ザ・フラワー・ムーン Killers of the Flower Moon (2023)

### テレビドラマ
- プロファイラー 犯罪心理分析官 Profiler (1998)
- ザ・プラクティス ボストン弁護士ファイル The Practice (1998)
- NYPDブルー NYPD Blue (1999)
- シカゴ・ホープ Chicago Hope (1999)
- Angel (2001)
- D.C. Smalls (2001)
- CSI:マイアミ CSI: Miami (2003)
- チャームド Charmed (2003)
- シックス・フィート・アンダー Six Feet Under (2004)
- コールドケース 迷宮事件簿 Cold Case (2004)
- NCIS 〜ネイビー犯罪捜査班 NCIS: Naval Criminal Investigative Service (2005)
- WITHOUT A TRACE/FBI 失踪者を追え! Without a Trace (2005)
- Blind Justice (2005)
- CSI:科学捜査班 CSI: Crime Scene Investigation (2005)
- ザ・シールド ルール無用の警察バッジ The Shield (2005)
- グレイズ・アナトミー 恋の解剖学 Grey's Anatomy (2005)
- ナイト・ストーカー Night Stalker (2006)
- ラスベガス Las Vegas (2006)
- 24 -TWENTY FOUR- (2007)
- The Hairdos (2010)
- The Unemployed Mind (2012)
- Eagleheart (2013 - 2014)
- 殺人を無罪にする方法 How to Get Away with Murder (2014)
- Backstrom (2015)
- レイ・ドノヴァン ザ・フィクサー Ray Donovan (2015)
- ロブ・ロウの敏腕ドラマ弁護士（英語版） The Grinder (2016)
- シェイムレス 俺たちに恥はない Shameless (2016)
- Dice (2016)
- Blunt Talk (2016)
- Under the Bed (2017)
- ハップとレナード〜危険な2人〜（英語版） Hap and Leonard (2018)
- The Edge of Sleep (2019)
- STATION 19 (2020 -)
- Interrogation (2020)
- ゼム Them (2021)
- ベター・コール・ソウル Better Call Saul (2022)
- George & Tammy (2022)

### テレビアニメ
- メタロカリプス（英語版） Metalocalypse (2012)
- Sanjay and Craig (2013)

## 参照
1. ↑  “Pat Healy Biography”. 2014年6月24日閲覧。
2. ↑  http://movieline.com/2012/02/02/pat-healy-on-the-innkeepers-paycheck-roles-auteur-heroes-and-the-indie-diy-film-community/